# Zmróżka leszczynowa
Zmróżka leszczynowa (Cryptocephalus coryli) – gatunek chrząszcza z rodziny stonkowatych i podrodziny Cryptocephalinae. 

## Taksonomia
Gatunek ten po raz pierwszy został naukowo opisany w 1758 roku przez Karola Linneusza pod nazwą Chrysomela coryli.

## Morfologia
Chrząszcz o krępym, walcowatym ciele długości od 6 do 7 mm. Głowa jest czarna z parą czerwonych plamek półksiężycowatego kształtu po wewnętrznych stronach górnych części oczu złożonych. Nitkowate czułki są w częściach nasadowych czerwone, natomiast dalej stopniowo ciemnieją ku wierzchołkom. U samca przedplecze jest czarne, zazwyczaj z czerwonymi lub czerwonawymi listewkami krawędziowymi na przedzie i po bokach. U samicy przedplecze ma czerwony kolor, często z przyciemnionymi listewkami krawędziowymi. Punkty na powierzchni przedplecza są drobne i gęsto rozmieszczone. Boczne brzegi przedplecza mają stosunkowo szerokie spłaszczenia. Kolor tarczki jest czarny. Ubarwienie pokryw jest czerwone; rzadko występują na nich dwie pary czarnych plam, jedna na guzach barkowych, a druga za środkiem długości. Zewnętrzne krawędzie pokryw mają wąskie i szerokie obrzeżenie i widoczne są od strony grzbietowej. Występujące na powierzchni pokryw dość głębokie, acz małe punkty nie układają się w regularne rzędy. Spodnie strony tułowia i odwłoka oraz odnóża są czarne. Genitalia samca odznaczają się prąciem z rynienkowatym wgłębieniem na stronie grzbietowej i wyciągniętą w trójkątny, wygięty dobrzusznie wyrostek krawędzią przednią.

## Ekologia i występowanie
Owad ten zasiedla najchętniej pobrzeża wilgotnych lasów oraz zarośla. Owady dorosłe aktywne są od maja do czerwca. Żerują na liściach drzew i krzewów z takich rodzajów jak brzoza, leszczyna, wierzba i wiąz.
Gatunek palearktyczny o rozsiedleniu eurosyberyjskim. W Europie znany jest z Hiszpanii, Irlandii, Wielkiej Brytanii, Francji, Luksemburgu, Belgii, Holandii, Niemiec, Szwajcarii, Austrii, Włoch, Danii, Szwecji, Norwegii, Finlandii, Estonii, Łotwy, Litwy, Polski, Czech, Słowacji, Węgier, Białorusi, Ukrainy, Rumunii, Mołdawii, Bułgarii, Słowenii, Chorwacji, Bośni i Hercegowiny, Serbii, Czarnogóry, Macedonii Północnej, Grecji i Rosji. Dalej na wschód sięga przez Syberię do Korei.